# Route 135 (Nouveau-Brunswick)
Pour les articles homonymes, voir Route 135.
La route 135 est une route secondaire du Nouveau-Brunswick située dans l'est de la province, dans la péninsule de Tracadie-Sheila et de Caraquet. Elle est longue de 32 km (20 mi).

## Description du tracé
La route 135 débute à Saint-Isidore, à sa jonction avec la route 160. Elle se dirige d'abord vers le nord pendant 15 km (9,3 mi) jusqu'à Paquetville, ville qu'elle traverse en étant nommée la rue du Parc, des Fondateurs et Bellechasse. À Trudel, où elle croise la route 325 en direction de Bertrand et de Caraquet, elle bifurque vers le nord-ouest pour passer près de Saint-Léolin. Elle prend fin à Pokeshaw, à la jonction avec la route 11, en face de la Baie des Chaleurs.

## Intersections majeures
| Comté      | Ville         | km    | Destinations                          | Notes                       |
| ---------- | ------------- | ----- | ------------------------------------- | --------------------------- |
| Gloucester | Saint-Isidore | 0,00  | NB-160 – Tracadie-Sheila, Allardville |                             |
| Gloucester | Hacheyville   | 2,70  | NB-363 ouest – Saint-Sauveur          | Terminus est de la NB-363   |
| Gloucester | Bois-Blanc    | 8,70  | NB-355 est – Sainte-Rose              | Terminus ouest de la NB-355 |
| Gloucester | Paquetville   | 11,70 | NB-350 est – Maltempèque              | Terminus ouest de la NB-350 |
| Gloucester | Paquetville   | 14,30 | NB-340 ouest – Notre-Dame-des-Érables | Terminus est de la NB-340   |
| Gloucester | Trudel        | 17,50 | NB-325 nord – Bertrand                | Terminus sud de la NB-325   |
| Gloucester | Black Rock    | 26,40 | NB-330 est – Saint-Léolin             | Terminus ouest de la NB-330 |
| Gloucester | Pokeshaw      | 32,10 | NB-11 – Bathurst, Caraquet            |                             |
|            |               |       |                                       |                             |